# Adrien Aimé Fleury de Bar
Adrien Aimé Fleury de Bar est un général et homme politique français né le 13 décembre 1783 à Thiais (Val-de-Marne) et décédé le 24 décembre 1861 à Paris.

## Biographie
Engagé volontaire en 1805, il participe à la bataille de Waterloo comme officier. Il poursuit sa carrière sous la Restauration, participant à la campagne d'Espagne en 1823, puis à l'expédition d'Alger en 1830. Il est nommé maréchal de camp en 1830, puis lieutenant général, devenant l'adjoint du maréchal Bugeaud. Il prend sa retraite comme général de division en 1848. Il est député de la Seine de 1849 à 1851, siégeant à droite. Il est sénateur du Second Empire de 1852 à 1861.

## Sources
- « Adrien Aimé Fleury de Bar », dans Adolphe Robert et Gaston Cougny, Dictionnaire des parlementaires français, Edgar Bourloton, 1889-1891 [détail de l’édition]